# Lockenhaus
Lockenhaus (in ungherese Léka; in croato Livka) è un comune austriaco di 2 037 abitanti nel distretto di Oberpullendorf, in Burgenland; ha lo status di comune mercato (Marktgemeinde).

## Monumenti e luoghi d'interesse
- Castello di Lockenhaus
- Chiesa di San Nicola, costruita nella seconda metà del XVII secolo